# Phaneroglossa
Phaneroglossa là một chi thực vật có hoa trong họ Cúc (Asteraceae).

## Loài
Chi Phaneroglossa gồm các loài: